# ヒッピアス (大)
『ヒッピアス (大)』（希: Ιππίας Μείζων, Hippías Meízōn）は、プラトンの初期対話篇の1つ。副題は「美について」。

## 構成

### 登場人物
- ソクラテス - 42歳頃。
- ヒッピアス - エーリス出身の代表的なソフィストの一人。40代半ば。

### 時代・場面設定
紀元前427年頃、久しぶりにアテナイを訪問したヒッピアスに、ソクラテスが出くわすところから話は始まる。
ソクラテスがヒッピアスの才覚・活躍ぶりを称賛し、ヒッピアスがそれに応じるという人物紹介的な導入部の後、ヒッピアスがラケダイモン（スパルタ）で行い好評を博したという「青年が業とすべき美しい仕事」についての演説・講演の話を受け、「美」についての問答が開始される。
ソクラテスは「ソプロニスコスの子」という自分自身を擬した架空の対話者・論駁者を持ち出し、彼が自身を論駁してくるので、彼を説得できるようにヒッピアスの智慧を借りたいという体で問答を進める。
最終的に、ヒッピアスは瑣末的な価値の無い話題だとして問答を遮り、それに対してソクラテスは自分達はそのソフィストから見たらつまらないものに取り憑かれ、かかずらっているのだと、ソフィストと愛智者の対照性を際立たせつつ、話は終わる。

### 特徴・補足
『イオン』の場合と同じように、相手をうぬぼれた人物として描き、ソクラテスがそれを褒め称えつつ問答に持ち込んでいくという、エイロネイア（イロニー）の手法が典型的に描かれる。
また本篇は、初期対話篇に頻出する、論題に結論が出ず行き詰まったまま問答が終わる、いわゆる「アポリア的対話篇」の1つでもある。
ヒッピアスを題したもう1つの著作、『ヒッピアス (小)』と比べ、倍近くの文量がある。それゆえに、「大」と題されている。
他にソフィストを扱った対話篇としては、初期のものでは『プロタゴラス』『エウテュデモス』『ゴルギアス』が、後期のものでは『ソピステス』がある。

## 内容
久しぶりにアテナイを訪れたソフィストのヒッピアスに、ソクラテスが出会い、「美」についての問答を交わす。
執拗な探求を繰り広げるソクラテスに対し、ヒッピアスはしびれを切らし、こんな言論の細切れには見切りをつけて、弁論術を身につけるべきだと勧告、問答を止めてしまう。
ソクラテスは皮肉混じりに我が身を嘆き、話は終わる。
原典には章の区分は無いが、慣用的には30の章に分けられている。以下、それを元に、各章の概要を記す。

### 導入
- 1. 久しぶりにアテナイを訪れたヒッピアスに、ソクラテスが出くわし、挨拶をかわす。ヒッピアスは祖国エーリスの国家使節を委託され、様々な国に赴いて忙しかったのだと言う。特に、ラケダイモン（スパルタ）に一番多く、重大な用件で赴いたという。ソクラテスは賞賛する一方、七賢人であるピッタコス、ビアス、タレス（とその弟子たち）、あるいは哲学者アナクサゴラスのような知恵で知られる人々が、国事に関わらなかったのはどうしてか疑問を呈す。ヒッピアスは、彼らにはそれだけの知恵や力量が無かったのだと蔑む。
- 2. ソクラテスは、それでは職人がそうであるように、ヒッピアスも彼ら昔の賢人達より術知において進歩し、優っているということか問う。ヒッピアスは、肯定する。ソクラテスは、プロタゴラス、ゴルギアス、プロディコス等の名を挙げ、確かにソフィスト達は国事・公共事を扱う面に関して術知を進歩させ、アテナイでも演説（弁論）で好評を博し、大金を稼いでいることを指摘する。
- 3. ヒッピアスは、自分が稼いだ金額もどれだけ凄いか自慢する。

### ラケダイモン（スパルタ）人の嗜好
- 4. ソクラテスは、ヒッピアスがどこで一番稼いだか尋ね、ラケダイモン（スパルタ）か聞くと、ラケダイモン（スパルタ）人はビタ一文払わないと述べる。驚いたソクラテスはその事情を詮索する。
- 5. ヒッピアスが言うには、その理由は、ラケダイモン（スパルタ）人は法律をみだりに改変したり、習わしに反する教育をするのは、父祖伝来のしきたりではないから拒否するのだと言う。ソクラテスは、法は国家のために最大の善きものとして制定されるのであって、善・真実こそ法に適っているのではないかと問う。ヒッピアスも、同意する。
- 6. ソクラテスは、それではラケダイモン（スパルタ）人たちは、真の法をヒッピアスから聞かず、真の法に反していると指摘。ヒッピアスも、同意する。
ソクラテスは、それではラケダイモン（スパルタ）人たちは、そうした法律・国事の話ではなく、一体何についての話を聞きたがるのか尋ねる。星・天体、幾何学、算術、修辞・音階か問うも、ヒッピアスはいずれも否定し、彼らは英雄・家系・国々の成り立ちといった昔話を聞きたがるのだという。
- 7. ソクラテスは、それでは彼らはお婆さんに接する子供と同じような態度でヒッピアスに接するのだと指摘。ヒッピアスも、肯定する。ヒッピアスは、更に最近、ホメロスの『イーリアス』『オデュッセイア』に題材を採った、青年が業とすべき美しい法習に適った数々の営みについての話をし、彼らの好評を得たと述べ、ここアテナイでも明後日、エウディコス[6]にも頼まれ、「ペイドストラトスの講義場」でそうした話を披露するつもりである旨を述べ、ソクラテスもそこに招待する[7]。
- 8. ソクラテスは、その話を聞いて、ごく最近、自分が「美・醜」についての話をしていたら、ある男に「美とは何なのか」を追求され、行き詰まってしまったことを思い出したと述べる。彼に対する捲土重来を期して、ヒッピアスの知恵を拝借したいというソクラテスに対し、ヒッピアスは快諾する。ソクラテスはその男との次の議論に備えて、自分がその男の役割を演じてヒッピアスの言説に抗弁する真似をするがいいか尋ね、ヒッピアスは許諾する。

### 「美」についての問答

#### 「美しい乙女」
- 9. ソクラテスは、改めて「美とは何なのか」問う。ヒッピアスは、それは「何が美しいか」の具体例を尋ねているのか確認する。ソクラテスは、「何が美しいか」ではなく「美とは何か」を尋ねているのだと述べる。ヒッピアスは、とりあえず「美しい乙女」こそ美だと述べる。
- 10. ソクラテスは、それでは神託で言われているような「美しい牝馬」や、「美しい竪琴」などは美ではないのか尋ねる。ヒッピアスは、美であると認める。ソクラテスは、「美しい土鍋」はどうか尋ねる。ヒッピアスは、「美しい土鍋」も美ではあるが、「美しい乙女」「美しい牝馬」等よりは劣ると述べる。
- 11. ソクラテスは、では「美しい乙女」も、「美しい神々」と比べると劣るのではないかと指摘。ヒッピアスも、同意する。ソクラテスは、こちらはあらゆる美しいものを美たらしめているところの「美そのもの」を尋ねているのに、ヒッピアスはそのような美にも醜にもなる相対的なものを、そうであると答えるのかと責める。

#### 「黄金」
ヒッピアスは、「それによって飾られることで対象を美しくするもの」としての美を尋ねているのならば、その美とは、「黄金」であると答える。
- 12. ソクラテスは、それではパルテノン神殿のアテナ像に黄金を使わず、象牙を用いた彫刻家ペイディアスは、美を知らない下手な工匠だと言うのか尋ねる。ヒッピアスは、否定し、象牙も美しいと述べる。ソクラテスは、それではペイディアスがそのアテナ像の目を、象牙ではなく石にしたことについても指摘すると、ヒッピアスは、石もそれが「ふさわしい場合」には、美であると応じる。ソクラテスは、それでは「黄金」「象牙」等は、それが「ふさわしい場合」にはものを美しくするが、「ふさわしくない場合」には醜くするのか問う。ヒッピアスは、肯定する。ソクラテスは、それでは「土鍋で豆のスープを作った場合、その土鍋にふさわしいのは、黄金の杓子か、いちじくの木製杓子か」を問う。
- 13. ソクラテスは、「いちじくの杓子」はスープの香りを引き立てるが、「黄金の杓子」は土鍋を壊し、スープをこぼし、火をかき消し、ご馳走を台無しにしてしまうので、この場合は「いちじくの杓子」の方がふさわしいと言えるのではないかと指摘。ヒッピアスも、同意する。ソクラテスは、それではこの場合、「いちじく製」の方が「黄金製」よりも美しいと言えるのではないかと指摘。ヒッピアスも、同意する。

#### 「裕福で、健康で、ギリシア人に尊敬され、老齢まで生き、自分の両親を立派に弔い、自分の子供たちによって立派に埋葬されること」
ヒッピアスは、君が聞きたい「美」とは、「いかなる場合にも、いかなる人にも、決して醜く見えることがないもの」なのか問う。ソクラテスは、やっと理解してくれたと答える。ヒッピアスは、ではその「美」とは、「裕福で、健康で、ギリシア人に尊敬され、老齢まで生き、自分の両親を立派に弔い、自分の子供たちによって立派に埋葬されること」だと答える。
- 14. ソクラテスは、そうした答えでは、かの男に嘲笑され、一撃食らわされるだろうと述べる。ヒッピアスは、どういうことか尋ねる。
- 15. ソクラテスは、上記の答えは、常に普遍的な「美」である以上は、「これからも」ずっと「美」であり続け、「これまでも」ずっと「美」であり続けて来たものなのか問う。ヒッピアスは、肯定する。ソクラテスは、ではアキレウスやその他の神々にとってもそうであったのか問う。
- 16. 神聖への冒涜だと憤るヒッピアス。ソクラテスは、しかし「あらゆる者」にとって「美」であるからには、ヘラクレス等神々もその中に含まれるのではないかと問う。ヒッピアスは、自分が述べたのはあくまでも「人間にとって」の話であって、神々についてはその限りではないと述べる。ソクラテスは、それでは今回も「あらゆる者」にとっての「美」ではないし、先の「乙女」や「土鍋」の話と同じになると指摘。

#### 「ふさわしいもの」の本性

##### 「美しく見せるもの」
- 17. ソクラテスは、それでは切り口を変えて、先の「黄金」の話以来出てきている、「ふさわしいもの」の本性を通して「美」を調べてみたらどうかと提案。ヒッピアスも、受け入れる。ソクラテスは、ではこの場合の「ふさわしいもの」とは、それがそなわる対象を「美しく見せるもの」なのか、「美しくあらしめるもの」なのか問う。ヒッピアスは、「美しく見せるもの」だと答える。ちょうど似合う着物や靴を身に付けた人がより美しく見えるように。ソクラテスは、しかしそれでは対象を相対的に美しく見えさせるだけであって、その対象自体が美しくなっているわけではないのだから、やはり後者の「美しくあらしめるもの」こそを考察せねばならないと指摘。ヒッピアスは、しかし「ふさわしいもの」がそなわれば、「美しくあらしめ」もするし、「美しく見せ」もするのだから、区別する必要は無いのではないかと指摘。ソクラテスは、「美しくある」ものが「美しく見えない」ことは決して無いのか問う。ヒッピアスは、無いと答える。
- 18. ソクラテスは、それでは「美しくある」ものは、常に法習やあらゆる営みにおいても、またあらゆる人々においても、「美しく見える」ものなのか、それとも逆に、人々はそれに無知であり、個人間でも集団間でも対立があるのか問う。ヒッピアスは、どちらかと言えば後者だと答える。ソクラテスは、それでは先の意見と矛盾すると指摘。ヒッピアスは、あくまでも「美しく見える」という立場に固執し、1人でしばらく考察してみれば、正確にそれを言ってあげられるのにと悔しがる。

##### 「有用である限りのもの」
- 19. ソクラテスは、そこで更に切り口を変えて、「有用である限りのもの」として「美」を調べてみたらどうかと提案。目においても、からだ全体においても、走ることにしても、相撲にしても、全ての動物にしても、全ての調度品にしても、全ての乗り物、全ての器具、全ての営みにおいても、我々はそれを美しいと呼ぶし、逆に「無用なもの」を醜いと呼ぶのではないかと。ヒッピアスも、同意する。
- 20. ソクラテスは、それでは「有能は美」「無能は醜」ということでいいかと問う。ヒッピアスも、同意する。ソクラテスは、それでは何にもまして「知恵は美」「無知は醜」ということになるか問う。ヒッピアスも、同意する。ソクラテスは、それでは「はたして人は、自分が知りもしないし、その能力が無いことを、何かすることができるか」問う。ヒッピアスは、否定する。ソクラテスは、しかし「心ならずも、過ちを犯し、悪事をはたらく人たち」はいるし、「人々は皆、子供の頃から善いことよりも、はるかに悪いことを多く行い、過ちを犯す」のであり、そういった「悪事をしでかしてしまう」能力や、それに役立つという意味での「有用なもの」は、「美」と呼べるのか問う。ヒッピアスは、否定する。ソクラテスは、それでは先程の定義は誤っていたと指摘。

##### 「善いことをする能力や、そのことにかけての有用なもの」
ヒッピアスは、自分がここで「美」と言っているのは、「善いことをする能力や、そのことにかけての有用なもの」であると答える。
- 21. ソクラテスは、それでは「美」は「有益なもの」とも言えるし、善きものを作り出すという点では、「善の原因」とも言えると指摘。ヒッピアスも、同意する。ソクラテスは、それでは「美」は「善」ではないし、「善」は「美」でないということになると指摘、受け入れられるか問う。ヒッピアスは、受け入れられないと答える。

#### 「聴覚・視覚を通じての快」
- 22. ソクラテスは、それでは「美」とは、「我々を喜ばせるもの」「聴覚・視覚を通じての快」であるという定義はどうか問う。美しい人間、刺繍、絵画、彫刻、音声、音楽、言説、物語がそうであるように。ヒッピアスも、同意する。ソクラテスは、それでは「美しい営みや法」は、「聴覚・視覚を通じての快」と言えるのか問う。ヒッピアスは、否定する。
- 23. ソクラテスは、「美しい営みや法」についてはとりあえず置いておいて、話を続ける。更に、「聴覚・視覚」以外の感覚の快、例えば飲食や性の快についても、置いておくとする。
- 24. ソクラテスは、「聴覚・視覚を通じての快」における、「聴覚を通じての快」と「視覚を通じての快」の関係について、「それぞれ個別に快（美）」であり、「両者を合わせても美」であるということでいいか問う。ヒッピアスは、肯定する。ソクラテスは、では「一方が快（美）で、もう一方が快（美）でない」場合でも、「両者を合わせると美」になるということでいいか問う。ヒッピアスは、肯定する。ソクラテスは、それではそこには聴覚・視覚それぞれ個別に備わりながら、両者に共通してそれらを美しくあらしめている「何か同一のもの」があるのだと指摘。ヒッピアスも、同意する。ソクラテスは、では両方の場合にはある性状を持っているが、それぞれ個別にはそうした性状を持っていないということがあるか問う。ヒッピアスは、否定する。

##### 「美であらしめるもの」
- 25. ソクラテスは、自分は何かそのようなものが見えていると述べる。ヒッピアスは、例えば自分やソクラテスが個別に持っていない性状を、両人としては持ち合わせているとでもいう無意味なことを言うのかと批判する。ヒッピアスは、両人が正しいなら各人としても正しいし、各人が不正なら両人としても不正であり、両人が健康なら各人も健康であり、各人が患っているならば両人としてもそうであり、両人が黄金、銀、象牙、高貴の生まれ、賢い、名誉、老齢、若年、そうした性状をもっていたとすれば各人としてもそうだと述べる。
更にヒッピアスは、ソクラテスら問答を習わしとする者達は、「全体をよく見ないで、1つ1つのものを全体から抜き取って、細かく切り分けて検証する」ものだから、「本来大きくて連続したものである全体」に気付かないのだと批判。

##### 「数からの検討」
- 26. ソクラテスは、（論点を「質」から「数」に転換し）ヒッピアスの言う通り存在を「連続性」を以て規定するならば、我々両人が2人ならば各人としても2人であり、各人が1人ならば両人としても1人でなくてはならなくなると指摘。そして、自分達は各人では1人であり「奇数」だが、両人合わされば2人であり「偶数」になると指摘。ヒッピアスも、同意する。ソクラテスは、したがって「両人がそれであれば、各人もそれであり、各人がそれであるならば、両人としてもそうである」ということに絶対的な必然性は無いと指摘。ヒッピアスは、確かにその種のことについてはそうだが、先程話していたこととは別ものだと述べる。

##### 「個別」と「両方」
- 27. ソクラテスは、（上記25でヒッピアスが述べているがごとく）「聴覚を通じての快」と「視覚を通じての快」が個別としても両方としても「美」であるとするならば、それらを「美」あらしめているものも、それら個別にも両方にも共通して随伴しているのではないかと問う。ヒッピアスも、同意する。ソクラテスは、ではその「美」あらしめているものが個別にも両方にも共通して随伴しているのであれば、先に述べた（上記23）ような聴覚・視覚以外の感覚の「快」にもそれは共通して随伴していることになるのではないかと指摘。そして、実際にはそうは言われず、「聴覚・視覚」に限定されており、全ての「快」ではなく、「聴覚・視覚を通じての快」こそが「美」であると定義されていると指摘。ヒッピアスも、同意。ソクラテスは、ということは「美」あらしめているものは、個別にも両方にも共通して随伴しているのではなく、個別に随伴しているものと、両方に随伴しているものは別ものであり、また、聴覚・視覚以外の感覚を排除している以上、「美」あらしめているものは、個別にではなく、両方の側に随伴していることになるのではないかと指摘。ヒッピアスも、同意する。
- 28. ソクラテスは、では「両方は美しい」が「個別は美しくない」ということでいいか問う。ヒッピアスも、同意する。ソクラテスは、しかし先にヒッピアスが述べた（上記25）ように、個別にも両方にもそなわっている性状もあり、自分がその後に述べた（上記26）ように、そうでないものもある、果たして「美」はどちらであるか問う。ソクラテスは実のところ、後者が「美」であることは理屈に合わないと思うと述べる。ヒッピアスは、ソクラテスの立場に同意する。ソクラテスは、それでは「美」と「聴覚・視覚を通じての快」は別ものであり、「聴覚・視覚を通じての快」という定義は誤りだったということになると指摘。ヒッピアスも、同意する。

##### 「有益な快」
- 29. ソクラテスは、次に自分達が「美」を「聴覚・視覚の快」に限定してしまった理由を考察、それは「快の内で最も無害で優れたもの」だったからではないかと指摘。ヒッピアスも、同意。ソクラテスは、それでは「美」とは「有益な快」ということになるのではないかと指摘。ヒッピアスも、同意する。ソクラテスは、しかし「有益なもの」に関しては、先の議論（上記19-20）において退けられていると指摘。

### ヒッピアスの怒りと弁論術の勧奨
ヒッピアスは、さすがにしびれを切らせ、こうした「細かく切り裂かれた言論の削ぎ屑」に固執するよりは、そう言った方が美しく、大きな価値もあるのであり、それによって、法廷や政務審議会やその他公共機関で申し分なく立派に弁論を駆使し、聞き手を説き伏せ、己や友の身の安全や財産という、勝利者への褒美の内でも最大のものを携えて立ち去ることができるのだから、こうした「言論の細切れ」には見切りをつけて、そうしたことに集中すべきだと批判する。

### 板挟みのソクラテス
- 30. ソクラテスは、自分はどうやら不幸な運命に取り憑かれているようであり、行き詰まりに陥るのはいつものこと、それをあなたがたソフィストに披瀝すれば散々に踏みにじられ、それでも、そんな馬鹿馬鹿しくてちっぽけで何の値打ちも無いことに、専らかかずらっていると述べる。更に、あなたがたに説得され、弁論を駆使して事を成すことが優れたことだと言おうものなら、この地の人々、特に、自分と同じ家に住んでいるかの男が、「「美」が何であるか知りもしないと明白に証明されながら、美しいもろもろの営みなどについておこがましくも話そうとするのを、恥ずかしく思わないのか」「肝心の「美」を知らないのに、人が言論なり何らかの行為なりを美しく営んでいるか否かをどうして知るのか、そんな体たらくでも死ぬより生きている方がマシだと思うのか」と尋ねてくると述べる。
ソクラテスは、こうして自分は、一方ではあなたがたから責められ、他方ではかの男から仕打ちを受けると嘆く。そして、しかしこうしたことの一切を耐え忍ぶことは必要であり、両者のどちらと交わっても為になったと言う。というのも、おかげで「美しいこと（立派なこと）は難しい」(χαλεπὰ τὰ καλά) という諺の文句の意味が、分かるような気がするからと。

## 論点

### 「美」
本篇では、「美」という概念の明確化を巡って、高名なソフィストであるヒッピアスを相手に、ソクラテスによる執拗な追及・問答が繰り広げられる。
作中、「美」の定義として、
- 「美しい乙女」 （← ソクラテス「個別具体的過ぎる、美しいものは他にもある」）
- 「黄金」 （← ソクラテス「美しいものは他にもある」）
- 「裕福で、健康で、ギリシア人に尊敬され、老齢まで生き、自分の両親を立派に弔い、自分の子供たちによって立派に埋葬されること」 （← ソクラテス「神々は当てはまらない」」）
- 「美しく見せるもの」 （←  ソクラテス「対象自体が美しくなっているわけではない」）
- 「有用である限りのもの」 （← ソクラテス「悪事に役立つという意味での「有用なもの」もある」）
  - 「善いことをする能力や、そのことにかけての有用なもの」「有益なもの」「善の原因」 （← ソクラテス「「美」と「善」が別ものになってしまう」）
- 「聴覚・視覚を通じての快」 （← ソクラテス「全ての「快」に当てはまるか、「聴覚・視覚それぞれの快」を除く「聴覚・視覚両方の快」のみかのいずれか、どちろにしろ規定は矛盾する」）
- 「有益な快」 （← ソクラテス「既に先の議論において退けられている」）

等が提示されるが、ソクラテスの執拗な追及によって、ことごとく提示された諸定義の欠陥が顕にされ、堂々巡り・行き詰まり（アポリア）に陥ってしまう。
プラトンの思想においては、「美」(美/醜) の意識・認識は、「真」(真/偽) や、「善」(善/悪) ・「正義」(正/不正) その他の「徳」(徳/悪徳) にまつわる倫理的な意識・認識 (世界観・人生観) と、親和的・調和的に関連/密接/結合しているものとして重視され、最初期の『クリトン』から、『ゴルギアス』『国家』、最後期の『ピレボス』『法律』に至るまで、繰り返し言及されている。
本篇では、途中で「美を美であらしめるもの」について言及されていながら、それをうまく探求・特定することができないまま、「有用性」や「聴覚・視覚の快」などが否定される形で、議論が行き詰まりを迎えてしまう。
プラトンはこの「美」の問題を、後に中期対話篇である『饗宴』や『パイドロス』において、イデアの一種である「美のイデア」へと還元し、
- 「我々人間の「不滅の魂」の中に眠っている、「諸々のイデア」の記憶の内、視覚という最も鮮やかな感覚と関係しているが故に、最も想起する力が強いのが「美のイデア」の記憶であり、それに対する欲求であるエロースの助力を得ながら、低俗な「肉体に対する愛（肉欲）」から「学知への愛（愛知）」へと、認識を抽象化・高度化させていった果てに、そこ（「美のイデア（美そのもの）」）へと実際に到達し、直接的に観得することができる」

といった話として、すなわち「美」こそが、
- 「人間がイデアへと到達するための、最も有力なルートの1つである」

といった話として、処理・合理化・昇華している。

## 日本語訳
- 『プラトン全集〈10〉 ヒッピアス(大) ヒッピアス(小) イオン メネクセノス』 津村寛二、森進一、北嶋美雪、戸塚七郎訳 岩波書店 1975年、復刊2005年
- 『大ヒッピアス　美について（叢書ムーセイオン）』藤田大雪訳 Kindle Direct Publishing2013年